# Jeziorki, Hạt Kołobrzeg
Jeziorki [jɛˈʑɔrki] (tiếng Đức: Seehof)  là một khu định cư ở khu hành chính của Gmina Gościno, thuộc hạt Kołobrzeg, West Pomeranian Voivodeship, ở phía tây bắc Ba Lan.